# باشگاه فوتبال تیمفو اف سی
باشگاه فوتبال تیمفو اف سی یک باشگاه فوتبال حرفه‌ای مستقر در تیمفو بوتان است.